# Petrov križ
Petrov križ (križarica, petrov krst; lat. Paris), biljni rod iz porodice čemerikovki smješten u tribus Parideae. Postoji tridesetak vrsta (trajnice) raširenih po gotovo cijeloj Euroaziji, uključujući i Island. U Hrvatskoj je prisutna samo jedna vrsta, četverolisni petrov križ (P. quadrifolia), poznata i kao vranino oko i vučja boba.

## Vrste
1. Paris axialis H.Li
2. Paris bashanensis F.T.Wang & Tang
3. Paris birmanica (Takht.) H.Li & Noltie
4. Paris caobangensis Y.H.Ji, H.Li & Z.K.Zhou
5. Paris caojianensis B.Z.Duan & Yu Yu Liu
6. Paris cronquistii (Takht.) H.Li
7. Paris daliensis H.Li & V.G.Soukup
8. Paris delavayi Franch.
9. Paris dulongensis H.Li & Kurita
10. Paris dunniana H.Lév.
11. Paris fargesii Franch.
12. Paris forrestii (Takht.) H.Li
13. Paris guizhouensis S.Z.He
14. Paris incompleta M.Bieb.
15. Paris japonica (Franch. & Sav.) Franch.
16. Paris lihengiana G.W.Hu & Q.F.Wang
17. Paris luquanensis H.Li
18. Paris mairei H.Lév.
19. Paris marmorata Stearn
20. Paris nitida G.W.Hu, Zhi Wang & Q.F.Wang
21. Paris polyandra S.F.Wang
22. Paris polyphylla Sm.
23. Paris qiliangiana H.Li, Jun Yang bis & Y.H.Wang
24. Paris quadrifolia L.
25. Paris rugosa H.Li & Kurita
26. Paris stigmatosa Shu D.Zhang
27. Paris tengchongensis Y.H.Ji, C.J.Yang & Yu L.Huang
28. Paris tetraphylla A.Gray
29. Paris thibetica Franch.
30. Paris undulata H.Li & V.G.Soukup
31. Paris vaniotii H.Lév.
32. Paris variabilis Z.Y.Yang, C.J.Yang & Y.H.Ji
33. Paris verticillata M.Bieb.
34. Paris vietnamensis (Takht.) H.Li

## Sinonimi
- Alopicarpus Neck.
- Cartalinia Szov. ex Kunth
- Daiswa Raf.
- Demidovia Hoffm.
- Euthyra Salisb.
- Kinugasa Tatew. & Sutô